# Балыкчинский район (Киргизская ССР)
Балыкчинский район (кирг. Балыкчы району) — единица административного деления Киргизской ССР, существовавшая в июле 1930 — декабре 1962 годов.

## История
Балыкчинский район был образован 23 июля 1930 года. 21 ноября 1939 года вошёл в состав Иссык-Кульской области. 27 января 1959 года переведён в республиканское подчинение. 30 декабря 1962 года район был упразднён, а его территория включена в Иссык-Кульский район. Посёлок Орто-Токой при этом был подчинён Рыбачинскому горсовету.
По данным 1949 года район включал 9 сельсоветов (Ак-Оленский, Кара-Шаарский, Кок-Мойнокский поселковый, Тамчинский поселковый, Тору-Айгырский, Улахол поселковый, Чет-Кой-Суйский, Чон-Сары-Ойский, Чирпыктинский) и 2 рабочих посёлка — Рыбачье и Орто-Токой.

## Население
По данным переписи 1939 года в районе проживало 11 888 человек, в том числе киргизы — 59,8 %, русские — 28,5 %, украинцы — 4,9 %, казахи — 2,7 %, татары — 1,5 %. По данным переписи 1959 года в районе проживало 12 868 человек..